# 海州湾街道
海州湾街道是中华人民共和国江苏省连云港市连云区下辖的一个街道办事处。
2012年1月，连云港市人民政府批复同意设立海州湾街道办事处，范围包括原墟沟街道办事处大港路以北6.48平方公里以及连云新城区域，东起滨海北路，西至与连云港经济技术开发区交界处，南起大港路（不包含连云港经济技术开发区兴旺社区），北至黄海，辖棠梨、海棠、大港、营山4个社区及西墅村，人口3.16万人。

## 行政区划
海州湾街道下辖以下村级行政区划单位：
棠梨社区、海棠社区、大港社区、营山社区和西墅村。